# Ферен
Ферен (нем. Fehren) — коммуна в Швейцарии, в кантоне Золотурн. 
Входит в состав округа Тирштайн. Население составляет 595 человек (на 31 декабря 2007 года). Официальный код — 2616.